# Faverges-de-la-Tour
Faverges-de-la-Tour là một xã thuộc tỉnh Isère, vùng Rhône-Alpes đông nam nước Pháp. Xã này nằm ở khu vực có độ cao trung bình 394 mét trên mực nước biển.